# Campionato sudamericano femminile di pallavolo 2017
Il campionato sudamericano femminile di pallavolo 2017 si è svolto dal 15 al 19 agosto 2017 a Cali, in Colombia: al torneo hanno partecipato sei squadre nazionali sudamericane e la vittoria finale è andata per la ventesima volta, la dodicesima consecutiva, al Brasile.

## Impianti
|                                                                            |  |  |
|                                                                            |  |  |
| Coliseo Evangelista Mora Città: Cali Capienza: 3 340 Anno d'apertura: 1954 |  |  |

### Formula
Le squadre hanno disputato un'unica fase con formula del girone all'italiana.

### Criteri di classifica
Se il risultato finale è stato di 3-0 o 3-1 sono stati assegnati 3 punti alla squadra vincente e 0 a quella sconfitta, se il risultato finale è stato di 3-2 sono stati assegnati 2 punti alla squadra vincente e 1 a quella sconfitta.
L'ordine del posizionamento in classifica è stato definito in base a:
- Numero di partite vinte;
- Punti;
- Ratio dei set vinti/persi;
- Ratio dei punti realizzati/subiti;
- Risultati degli scontri diretti.

## Squadre partecipanti
| Squadra   | Qualificazione      | Ultima partecipazione |
| --------- | ------------------- | --------------------- |
| Argentina | -                   | Colombia 2015         |
| Brasile   | -                   | Colombia 2015         |
| Cile      | -                   | Colombia 2015         |
| Colombia  | Paese organizzatore | Colombia 2015         |
| Perù      | -                   | Colombia 2015         |
| Venezuela | -                   | Colombia 2015         |

## Torneo

### Risultati
| 15 agosto 2017 Coliseo Evangelista Mora, Cali Durata: ? - Spettatori: ? | Cile      | 0 - 3 | Venezuela | 19-25, 18-25, 16-25               |
| 15 agosto 2017 Coliseo Evangelista Mora, Cali Durata: ? - Spettatori: ? | Brasile   | 3 - 0 | Argentina | 25-21, 25-15, 25-15               |
| 15 agosto 2017 Coliseo Evangelista Mora, Cali Durata: ? - Spettatori: ? | Perù      | 0 - 3 | Colombia  | 20-25, 23-25, 20-25               |
| 16 agosto 2017 Coliseo Evangelista Mora, Cali Durata: ? - Spettatori: ? | Venezuela | 0 - 3 | Brasile   | 15-25, 6-25, 12-25                |
| 16 agosto 2017 Coliseo Evangelista Mora, Cali Durata: ? - Spettatori: ? | Argentina | 0 - 3 | Perù      | 19-25, 19-25, 20-25               |
| 16 agosto 2017 Coliseo Evangelista Mora, Cali Durata: ? - Spettatori: ? | Colombia  | 3 - 0 | Cile      | 25-12, 25-17, 25-12               |
| 17 agosto 2017 Coliseo Evangelista Mora, Cali Durata: ? - Spettatori: ? | Perù      | 3 - 0 | Venezuela | 25-15, 25-21, 25-21               |
| 17 agosto 2017 Coliseo Evangelista Mora, Cali Durata: ? - Spettatori: ? | Brasile   | 3 - 0 | Cile      | 25-5, 25-10, 25-7                 |
| 17 agosto 2017 Coliseo Evangelista Mora, Cali Durata: ? - Spettatori: ? | Colombia  | 3 - 2 | Argentina | 26-24, 24-26, 25-17, 22-25, 15-10 |
| 18 agosto 2017 Coliseo Evangelista Mora, Cali Durata: ? - Spettatori: ? | Cile      | 0 - 3 | Argentina | 16-25, 16-25, 16-25               |
| 18 agosto 2017 Coliseo Evangelista Mora, Cali Durata: ? - Spettatori: ? | Brasile   | 3 - 0 | Perù      | 25-16, 25-17, 25-18               |
| 18 agosto 2017 Coliseo Evangelista Mora, Cali Durata: ? - Spettatori: ? | Venezuela | 0 - 3 | Colombia  | 18-25, 18-25, 19-25               |
| 19 agosto 2017 Coliseo Evangelista Mora, Cali Durata: ? - Spettatori: ? | Argentina | 3 - 0 | Venezuela | 25-19, 25-18, 25-23               |
| 19 agosto 2017 Coliseo Evangelista Mora, Cali Durata: ? - Spettatori: ? | Perù      | 3 - 0 | Cile      | 25-9, 25-18, 25-18                |
| 19 agosto 2017 Coliseo Evangelista Mora, Cali Durata: ? - Spettatori: ? | Colombia  | 0 - 3 | Brasile   | 23-25, 19-25, 17-25               |

### Classifica
| Pos | Squadra   | Pt | G | V | P | SV | SP | Ratio | PF  | PS  | Ratio |
| --- | --------- | -- | - | - | - | -- | -- | ----- | --- | --- | ----- |
| 1   | Brasile   | 15 | 5 | 5 | 0 | 15 | 0  | MAX   | 375 | 216 | 1.736 |
| 2   | Colombia  | 11 | 5 | 4 | 1 | 12 | 5  | 2.400 | 396 | 336 | 1.178 |
| 3   | Perù      | 9  | 5 | 3 | 2 | 9  | 6  | 1.500 | 339 | 310 | 1.093 |
| 4   | Argentina | 7  | 5 | 2 | 3 | 8  | 9  | 0.888 | 361 | 370 | 0.975 |
| 5   | Venezuela | 3  | 5 | 1 | 4 | 3  | 12 | 0.250 | 280 | 353 | 0.793 |
| 6   | Cile      | 0  | 5 | 0 | 5 | 0  | 15 | 0.000 | 209 | 375 | 0.557 |

## Podio

### Campione
Formazione: 1 Leão, 2 Carneiro, 4 An. da Silva, 5 Ad. da Silva, 7 Montibeller, 9 Ratzke, 11 Caixeta, 12 Pereira, 13 Francisco, 14 de Souza, 15 Pavão, 16 Costa, 17 Pinto, 20 Corrêa, CT: Guimarães

### Secondo posto
Formazione: 2 Soto, 3 Segovia, 4 Moreno, 6 Zuleta, 9 Toro, 11 Pérez, 13 Gómez, 15 Marín, 16 Rangel, 17 Zamerano, 18 Martínez, 19 Coneo, 21 Pasos, 25 Durán, CT: Rizola

## Classifica finale
| Pos | Squadra   | Qualificazione           |
| --- | --------- | ------------------------ |
|     | Brasile   | Campionato mondiale 2018 |
|     | Colombia  |                          |
|     | Perù      |                          |
| 4   | Argentina |                          |
| 5   | Venezuela |                          |
| 6   | Cile      |                          |

## Premi individuali
| Premio                 | Nome                  | Squadra   |
| ---------------------- | --------------------- | --------- |
| MVP                    | Tandara Caixeta       | Brasile   |
| Miglior palleggiatrice | María Alejandra Marín | Colombia  |
| Miglior opposto        | Dayana Segovia        | Colombia  |
| Miglior schiacciatrice | Ángela Leyva          | Perù      |
| Miglior schiacciatrice | Natália Pereira       | Brasile   |
| Miglior centrale       | Julieta Lazcano       | Argentina |
| Miglior centrale       | Ana Carolina da Silva | Brasile   |
| Miglior libero         | Camila Gómez          | Colombia  |